# يانا خوليو
يانا خوليو (بالإندونيسية: Yana Julio)‏ هو مغني إندونيسي، ولد في 8 أبريل 1960.

## وصلات خارجية
- يانا خوليو على موقع ميوزك برينز (الإنجليزية)
- يانا خوليو على موقع ديسكوغز (الإنجليزية)